# Мартін Сессе і Лакаста
Мартін Сессе і Лакаста (ісп. Martín Sessé y Lacasta; 1751—1808) — іспанський ботанік.

## Біографія
Мартін Сессе і Лакаста народився 11 грудня 1751 року в селі Барагуас на території муніципалітету Хака. Навчався на лікаря в Сарагосі, у 1775 році переїхав до Мадрида, де працював лікарем. З 1779 року Сессе працював військовим лікарем в Новій Іспанії і Кубі. У 1785 році він переїхав до Мехіко. До 1789 року Мартін повністю залишив лікарську справу і зайнявся ботанікою.
У 1786 році король Іспанії Карл III підтримав організацію ботанічної експедиції в Нову Іспанію. Мартін Сессе був призначений главою експедиції, він також став директором Королівського ботанічного саду. Перед експедицією Сессе відвідав Кубу, Пуерто-Рико і Санто-Домінго. У травні 1788 року команда ботаніків почала досліджувати південно-західну частину Мексики. Коли група, в 1790 році, досягла Гвадалахари, вона розділилася на дві частини. Х. М. Мосіньйо, Х. Д. дель Кастільйо та А. Ечеверрія попрямували до Агуаскальєнтеса через Аламос, а Сессе — через Сіналоа. У 1793 році помер дель Кастільо. Експедиція продовжила дослідження південної Мексики. Вчені знову розділилися на дві групи, очолювані Мосіньйо та Сессе, і зустрілися в Кордові. Потім вони повернулися в Мехіко. У березні 1794 року Сессе отримав дозвіл на продовження експедиції в Центральну Америку. Він та Ечеверрія вирушили на Кубу, Мосіньйо і інші ботаніки дослідили флору Гватемали.
У 1803 році за наказом короля Сессе, Мосіньйо та інші члени експедиції повернулися в Іспанію. Обробка матеріалів, привезених з цієї експедиції зайняла близько двох років. У 1805 році Сессе і Мосіньйо стали членами Королівської Академії медицини. Сессе помер 4 жовтня 1808 року.
Книги Мосіньйо та Сессе видані лише до кінця XIX століття, через 85 років після завершення експедиції.